# Colegio San Luis Gonzaga (Costa Rica)
El Colegio de San Luis Gonzaga es un centro educativo público situado en el Cantón de Cartago, provincia de Cartago, Costa Rica. Fue fundado en 1842, siendo el primer colegio de Costa Rica y, actualmente, el más antiguo del país. En 1969 fue declarado por la Asamblea Legislativa cómo Institución Benemérita de la cultura costarricense y en 1989 patrimonio histórico arquitectónico del país.

## Historia
Fue fundado en 1842 en Cartago, durante el mandato del General Francisco Morazán, por la Asamblea Constituyente, mediante el decreto XCVIII del 10 de septiembre de 1842, como un colegio para varones. Lleva el nombre de San Luis Gonzaga, quien fuera declarado por Benedicto XIII, como patrón de la juventud. Fue la primera institución de enseñanza media del país. No obstante, no fue hasta 1869 que, mediante el Reglamento Orgánico del Colegio San Luis Gonzaga; emitido por la Municipalidad de Cartago; este comenzó sus funciones como casa de enseñanza.
En 1869 se establecería en un edificio situado en el centro de Cartago, conocido como Bazar San Luis y que fue construido en 1813, de estilo neoclásico que contaba con una planta rectangular y un patio central. Mismo que colapsó en 1910 durante el terremoto de Santa Mónica. El sismo causaría la muerte de tres estudiantes y miles de cartagineses.
Tras la tragedia, los habitantes de Cartago se movilizaron para conseguir un nuevo edificio para el Colegio. Se decidió ubicarlo en los terrenos que ocupó la Corte de Justicia Centroamericana, cuyo edificio también fue destruido por el terremoto.
Durante 1948, sus instalaciones sirvieron como cuartel general del Ejército de Liberación Nacional, liderado por José Figueres Ferrer.
Fue declarado como Institución Benemérita de la cultura costarricense en 1969, mediante la aprobación del proyecto de ley 4089 en la Asamblea Legislativa. En 1989 fue declarado patrimonio histórico arquitectónico de Costa Rica.
Es administrado por una Junta de Educación, la cual desde 1969 mantiene autonomía administrativa, volviéndolo una de las pocas instituciones públicas de desconcentración máxima del país. En este mismo año, el Colegio de San Luis Gonzaga se transformó en un colegio mixto.
En la actualidad, San Luis Gonzaga mantiene una población estudiantil de alrededor 2.374 alumnos.[cita requerida]

## Instalaciones
En 1869 se establecería en un edificio situado en el centro de Cartago, conocido como Bazar San Luis y que fue construido en 1913. El inmueble, diseñado por el arquitecto Jesús Kutze, se ubicaba en los terrenos del actual complejo comercial El Mercadito, propiedad del Colegio. La construcción del edificio duró doce años y tuvo un costo aproximado de 120.000 pesos. El inmueble, de estilo neoclásico, contaba con una planta rectangular y un patio central. 
En 1910, el edificio colapsó durante el terremoto de Santa Mónica. El sismo causaría la muerte de tres estudiantes y miles de cartagineses. Tras la tragedia, los habitantes de Cartago se movilizaron para conseguir un nuevo edificio para el Colegio, que posteriormente le costaría 700 millones de colones. Se decidió ubicarlo en los terrenos que ocupó la Corte de Justicia Centroamericana, cuyo edificio también fue destruido por el terremoto. Actualmente, el Colegio San Luis Gonzaga cuenta con una sede ubicada en estas instalaciones, mismas que fueron declaradas como patrimonio nacional por el Ministerio de Cultura.
Posee además en su interior el Museo Histórico Etnográfico Elías Leiva Quirós.

## Oferta educativa
El Colegio de San Luis Gonzaga brinda en su programa académico el tercer ciclo de la Educación General Básica, que abarca los séptimo, octavo y noveno años y culmina con exámenes nacionales para conferir el certificado correspondiente. Después de finalizar esta fase, los alumnos emprenden su etapa de educación diversificada, compuesta por cuarto y quinto año, junto con evaluaciones nacionales de bachillerato con el fin de obtener el título de bachiller.